# Zlaté
Zlaté es un municipio del distrito de Bardejov en la región de Prešov, Eslovaquia, con una población estimada a final del año 2024 de 771 habitantes.
Se encuentra ubicado en el centro-norte de la región, cerca del río Topľa (cuenca hidrográfica del río Tisza) y de la frontera con Polonia.

## Demografía
| Año        | 1994 | 2004    | 2014   | 2024    |
| ---------- | ---- | ------- | ------ | ------- |
| Población  | 724  | 750     | 756    | 771     |
| Diferencia |      | +3,59 % | +0,8 % | +1,98 % |

| Año        | 2023 | 2024    |
| ---------- | ---- | ------- |
| Población  | 760  | 771     |
| Diferencia |      | +1,44 % |